# Et al.
et al. è un’abbreviazione delle espressioni latine et alii ("e altri"), et aliae ("e altre"), et alia ("e altre cose", con alia neutro plurale), oppure et alibi ("e altrove").

## Utilizzi
In particolare, et al. (et alii) è usato in ambito bibliografico, soprattutto nelle note a piè di pagina, per riferirsi genericamente senza menzionarli ai coautori di un'opera collettiva, altrove indicati per esteso, richiamandoli con esplicito riferimento al solo autore principale o al primo autore che compare sul frontespizio.
Conformemente all'APA style, l'abbreviazione et al. (non in corsivo) si usa in aggiunta al cognome del primo autore, in caso di opera con più di due autori, nel riferimento alla stessa con il sistema autore-data, eventualmente per indicarne una pagina precisa in nota. Ad esempio, la citazione bibliografica del libro:
```
Giovanni Getto
, 
Roberto Alonge
, 
Guido Baldi
 e 
Giorgio De Rienzo
, 
Storia della letteratura italiana
, Milano, Rizzoli editore, 1972
```

può essere richiamata con il seguente riferimento, dove l'indicazione degli autori oltre al primo è sostituita da tale abbreviazione: 
```
Getto et al. 1972, p. 10.
```

Nel caso invece che il riferimento sia ad altri passi dello stesso autore, oltre a quello o quelli appena citati, l'abbreviazione si scioglie in et alibi (poco usato in italiano).
Nel linguaggio giuridico, ha un senso molto simile a quello di et cetera (comunemente italianizzato in eccetera).